# Alterswil

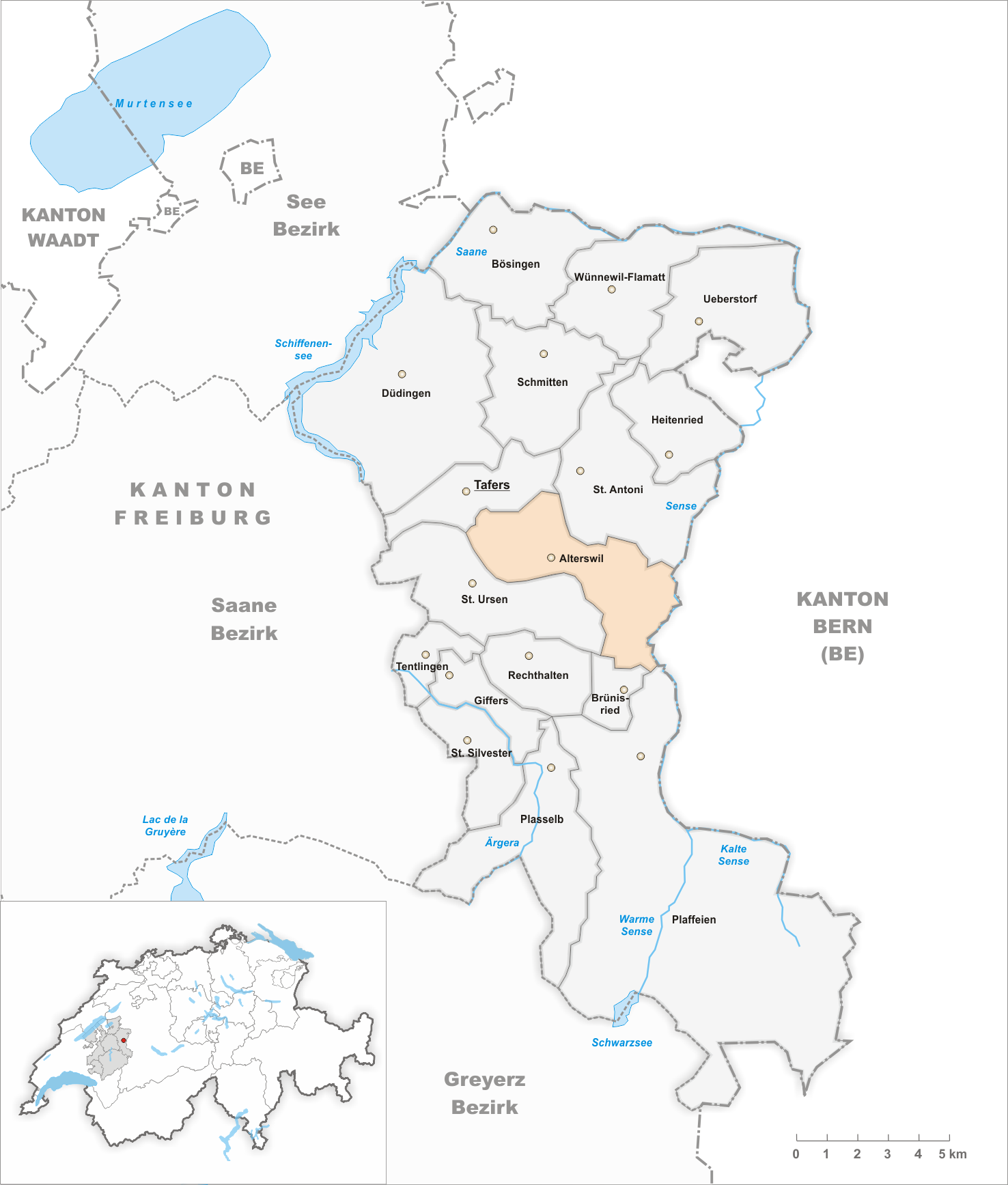
Gemeindestand vor der Fusion am 1. Januar 2021

Alterswil (in einheimischer Mundart Auterschwüu [ˌɑwtəɾʒ̊ˈʋyw]; früher auch Juchschrot genannt) ist ein Strassendorf in der Gemeinde Tafers im Sensebezirk des Schweizer Kantons Freiburg. Am 1. Januar 2021 fusionierte Alterswil mit Tafers und St. Antoni zur Gemeinde Tafers.

## Geographie

Historisches Luftbild von Werner Friedli von 1958

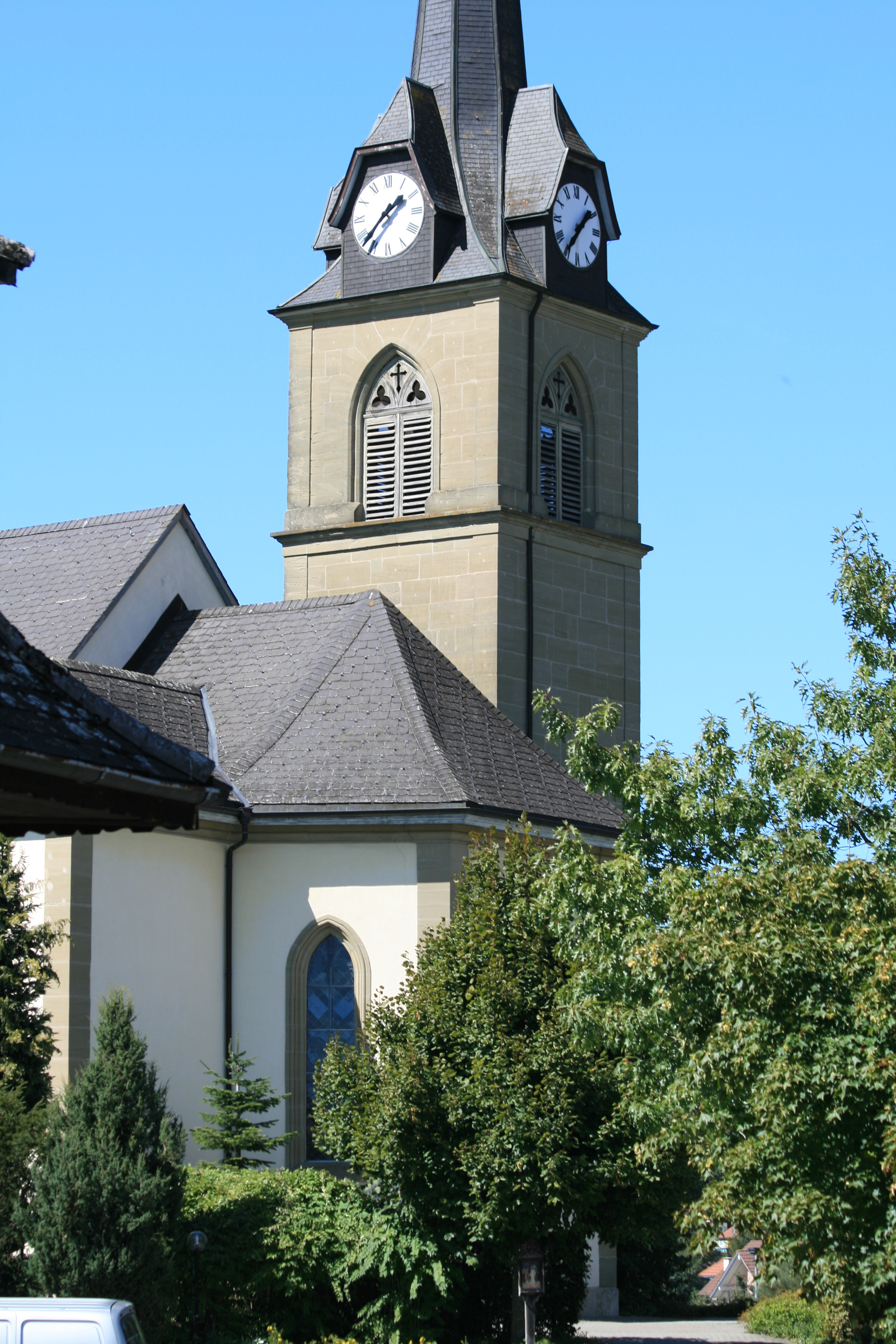
Kirche Alterswil

Alterswil liegt auf 759 m ü. M., 8 km östlich der Kantonshauptstadt Freiburg (Luftlinie). Das Strassendorf erstreckt sich an aussichtsreicher Lage am nördlichen Talhang des Galternbaches, im gewellten Hügelland des östlichen Freiburger Mittellandes.
Die Fläche des 16,1 km² grossen Gemeindegebiets umfasst einen Abschnitt des Molassehügellandes zwisc'hen den Flusstälern von Saane und Sense. Die südliche Gemeindegrenze verläuft entlang der Galtera, die in einem leicht in das Hügelland eingeschnittenen Tal fliesst. Von hier erstreckt sich der Gemeindeboden nach Norden über das Plateau und den sanft ansteigenden Hang von Alterswil bis auf die Höhen von Äschberg (im Seeliholz 805 m ü. M.) und Grossholz (bis 820 m ü. M.). Zwischen diesen beiden Höhen befindet sich der Seeligrabe, ein Tal im oberen Einzugsgebiet der Taverna. Nordwestlich des Äschberges reicht der Gemeindebann bis an die Kante oberhalb des Steilhanges des Brunnenbergrains (782 m ü. M.).
Der südöstliche Gemeindeteil umfasst die breite Talmulde des Fulbächli und erstreckt sich über das Chleeholz auf die Höhe von Ober Maggenberg, die mit 904 m ü. M. die höchste Erhebung von Alterswil darstellt, sowie bis an die Hänge unterhalb von Brünisried. Dieses Hochland fällt nach Osten steil zum Sensegraben ab, eine tief in die Molasseschichten eingeschnittene und nur schwer zugängliche Schlucht, die auf beiden Seiten von markanten Sandsteinfelsen flankiert wird. Von der Gemeindefläche entfielen 1997 6 % auf Siedlungen, 16 % auf Wald und Gehölze, 77 % auf Landwirtschaft, und etwas weniger als 1 % war unproduktives Land.
Zu Alterswil gehören neben dem Hauptdorf eine ganze Reihe von Weilern, Hofsiedlungen und Einzelhöfen. Die bedeutenden davon sind (von Nordwesten nach Südosten):
- Galteren, 700 m ü. M., am Südwesthang des Äschbergs, über dem Galterntal
- Seeli, 749 m ü. M., am Südwesthang des Äschbergs
- Muren, 758 m ü. M., am Südhang des Äschbergs
- Wolgiswil, 713 m ü. M., auf einer Kuppe nördlich des Galterntals
- Beniwil (Bennenwil), 750 m ü. M., auf einer Kuppe nordwestlich von Alterswil
- Geriwil, 754 m ü. M., am nördlichen Talhang des Galternbaches, östlich an Alterswil anschliessend
- Heimberg, 806 m ü. M., auf einem Vorsprung nördlich der Talmulde des Fulbächli
- Hergarten, 835 m ü. M., auf der Höhe zwischen Fulbächli und Sensegraben
- Ober Maggenberg, 900 m ü. M., auf einer Wiesenhöhe westlich des Sensegrabens
- Wengliswil, 804 m ü. M., am östlichen Talhang des Galternbaches
- Wilersguet, 847 m ü. M., auf der Höhe zwischen Galterntal und Sensegraben

Nachbargemeinden von Alterswil waren Plaffeien, Brünisried, St. Ursen, Tafers und St. Antoni auf Freiburger Boden sowie Schwarzenburg und Guggisberg im Kanton Bern.

## Bevölkerung
Mit 2046 Einwohnern (Stand 31. Dezember 2020) gehört Alterswil zu den mittelgrossen Gemeinden des Kantons Freiburg. Von den Bewohnern sind 93,8 % deutschsprachig, 2,6 % albanischsprachig, und 2,3 % sprechen Französisch (Stand 2000). Die im Sensebezirk gesprochene Mundart wird als "Senslerdeutsch" bezeichnet und gehört zum Höchstalemannischen. Die Bevölkerungszahl von Alterswil belief sich 1850 auf 1002 Einwohner, 1900 auf 1365 Einwohner. Im Verlauf des 20. Jahrhunderts schwankte die Bevölkerungszahl im Bereich zwischen 1500 und 1660 Einwohnern. Seit 1980 (1538 Einwohner) wurde eine deutliche Bevölkerungszunahme verzeichnet.
Einwohnerzahlen: Volkszählungsdaten

## Wirtschaft
Alterswil war bis in die zweite Hälfte des 20. Jahrhunderts ein vorwiegend durch die Landwirtschaft geprägtes Dorf. Die Wasserkraft der Galtera wurde früher für den Betrieb von Mühlen und Sägereien genutzt. Im 18. Jahrhundert war auch die Strohflechterei weit verbreitet. Noch heute haben die Milchwirtschaft, die Viehzucht sowie der Ackerbau und der Obstbau einen wichtigen Stellenwert in der Erwerbsstruktur der Bevölkerung.
Zahlreiche weitere Arbeitsplätze sind im lokalen Kleingewerbe und im Dienstleistungssektor vorhanden. Heute sind in Alterswil Betriebe des Bau- und Transportgewerbes, des Maschinenbaus (unter anderem landwirtschaftliche Geräte), des Gartenbaus sowie mehrere Schreinereien und Käsereien ansässig. Der Ort verfügt über einen Kindergarten und eine Primarschule. Weitergehende Bildungsmöglichkeiten bestehen in Tafers (Orientierungsschule) und Freiburg (Mittelschulen und Universität). Im Ort existiert ausserdem eine Sternwarte. In den letzten Jahrzehnten hat sich Alterswil dank seiner attraktiven Lage auch zu einer Wohngemeinde entwickelt. Viele Erwerbstätige sind deshalb Wegpendler, die hauptsächlich in den Regionen Freiburg und Bern arbeiten.

## Verkehr
Die Gemeinde ist verkehrsmässig recht gut erschlossen. Sie liegt an der Hauptstrasse von Düdingen nach Plaffeien. Durch die Buslinie der Transports publics fribourgeois, welche die Strecke von Freiburg via Tafers zum Schwarzsee bedient, ist Alterswil an das Netz des öffentlichen Verkehrs angebunden.

## Geschichte
Die frühesten Zeugnisse für die Anwesenheit von Menschen auf dem Gemeindegebiet von Alterswil datieren aus der Bronzezeit. Während der Römerzeit befand sich beim heutigen Weiler Heimberg eine Villa. Die erste sichere urkundliche Erwähnung des Ortes als Vilar Altri stammt von 1228; die Zuordnung eines Belegs Alterihcwilere von 1148 ist unsicher. Der Ortsname besteht aus dem Grundwort rom. villar/ahd. wîlâri und einem althochdeutschen Personennamen Alther, Altarich oder ähnlich.
Seit dem 12. Jahrhundert gehörte das Dorf zum Gebiet der Ritter von Maggenberg und kam später an die Freiburger Familie Velga. Teile des ehemaligen Gemeindebodens waren im Besitz der Grafen von Thierstein. Das Cluniazenserpriorat Rüeggisberg unterhielt im 13. Jahrhundert ein Priorat in Alterswil. Im Jahr 1442 gelangte das Dorf durch Kauf unter die Herrschaft von Freiburg und wurde der Alten Landschaft (Aupanner) zugeordnet. Die Rechte des Priorats Rüeggisberg wurden 1486 ebenfalls an Freiburg verkauft. Kirchlich wurde Alterswil fortan von der Pfarrei Tafers verwaltet und bildete dabei den so genannten Juchschrot, einen der vier Pfarrbezirke von Tafers.
Nach dem Zusammenbruch des Ancien Régime (1798) gehörte Alterswil während der Helvetik und der darauf folgenden Zeit zum Distrikt Freiburg und ab 1831 zum Deutschen Bezirk Freiburg, bevor es 1848 mit der neuen Kantonsverfassung in den neu geschaffenen Sensebezirk eingegliedert wurde. Erst 1831 wurde der Juchschrot politisch von der Pfarrgemeinde Tafers abgetrennt. Bis Ende 2020 war Alterswil eine selbständige politische Gemeinde, und seit 1894 bildet es eine eigene Pfarrei.
Der Weiler Beniwil, der in Alterswil liegt, war Ursprung des Ministerialgeschlechts de Bennenwil. Die Bennenwil waren begütert im Sensegebiet und starben im 14. Jahrhundert in dieser Gegend aus. Zweige bestanden in Moudon, Avenches und bis gegen Ende des 16. Jahrhunderts in Bern.

## Sehenswürdigkeiten
Die Pfarrkirche Sankt Nikolaus wurde in der Zeit von 1872 bis 1877 im Stil der Neugotik erbaut. 1978 wurde eine umfassende Restauration vorgenommen. Im Ortskern sowie in den Weilern sind einige charakteristische Bauernhäuser aus dem 17. bis 19. Jahrhundert erhalten. Von der ehemaligen Burg Maggenberg auf einem Vorsprung hoch über dem Sensegraben sind noch einige Reste des Bergfrieds sichtbar.